# Hanno distrutto la Terra
Hanno distrutto la Terra (After Doomsday) è un romanzo breve di fantascienza dello scrittore statunitense Poul Anderson pubblicata nel 1962.
L'opera è stata inizialmente pubblicata a puntate con il titolo The Day After Doomsday. 

## Storia editoriale
L'opera è stata pubblicata, per la prima volta, in due puntate nei numeri di dicembre 1961 e febbraio 1962, della rivista bimestrale Galaxy Science Fiction con il titolo The Day After Doomsday, ripubblicata in volume dalla casa editrice Ballantine Books nel 1962 come After Doomsday.
In Italia il romanzo è stato pubblicato nel 1962 nel numero 292 della collana Urania.

## Trama
(Poul Anderson. Hanno distrutto la Terra)

## Edizioni
- (EN) Poul Anderson, The Day After Doomsday 1/2, in Galaxy Science Fiction, anno XX, n. 2, New York, Galaxy Publishing Corporation, dicembre 1961.
- (EN) Poul Anderson, After Doomsday 2/2, in Galaxy Science Fiction, anno XX, n. 3, New York, Galaxy Publishing Corporation, febbraio 1962.
- (EN) Poul Anderson, After Doomsday, 1ª ed., New York, Ballantine Books, 1962.
- (DE) Poul Anderson, Der Untergang der Erde, traduzione di Tony Westermayr, Goldmanns Zukunftsromane, n. 34, Lipsia, Goldmann, 1962.
- Poul Anderson, Hanno distrutto la Terra, traduzione di Bianca Russo, Urania, n. 292, Milano, Mondadori, ottobre 1962.
- (JA) Poul Anderson, 審判の日, traduzione di Ichirō Kinuta, ハヤカワ・SF・シリーズ, n. 3076, Tokyo, 早川書房, novembre 1964.
- (FR) Poul Anderson, Après l'apocalypse, traduzione di Michel Deutsch, OPTA - Galaxie Bis, n. 2, Parigi, OPTA, settembre 1966.
- (PT) Poul Anderson, Depois do fim do mundo, traduzione di Eurico da Fonseca, Argonauta, n. 146, Lisbona, Livros do Brasil, 1969.
- Poul Anderson, Hanno distrutto la Terra, traduzione di Bianca Russo, Urania, n. 610, Milano, Mondadori, gennaio 1973.
- Poul Anderson, Hanno distrutto la Terra, in Il futuro della Terra, traduzione di Bianca Russo, Biblioteca di Urania, n. 5, Milano, Mondadori, marzo 1980.
- Poul Anderson, Hanno distrutto la Terra, in Millemondi Estate 2001: Futuro remoto. Tre romanzi completi di E. Hamilton, J. White, P. Anderson, traduzione di Bianca Russo, Millemondi, n. 30, Milano, Mondadori, giugno 2001, ISBN 9771123076005.